# Triaenodes nigrolineatus
Triaenodes nigrolineatus är en nattsländeart som beskrevs av Douglas E. Kimmins 1962. Triaenodes nigrolineatus ingår i släktet Triaenodes och familjen långhornssländor. Inga underarter finns listade i Catalogue of Life.